# Leptochiton incongruus
Leptochiton incongruus är en blötdjursart som först beskrevs av Dall 1908.  Leptochiton incongruus ingår i släktet Leptochiton och familjen Leptochitonidae. Inga underarter finns listade i Catalogue of Life.